# Piratas (serie de televisión)
Piratas: El tesoro perdido de Yáñez el Sanguinario es una serie de televisión española de 2011 de aventuras ambientada en el siglo XVIII producida por Producciones Mandarina para Telecinco. Narra las aventuras y desventuras de Álvaro Mondego, un embaucador miembro de la nobleza con deudas de dinero y de honor, con una pasión desmedida por las mujeres, enrolado a la fuerza en una misión para la Corona, es capturado por la tripulación pirata del capitán Bocanegra y su hija Carmen, con los que inicia una pugna por encontrar un legendario tesoro. Desde entonces, Mondego, acompañado de Puñales miembro de la tripulación, Esteban Yáñez, el sastre, y Antón Velasco, un niño cuya especial capacidad para aprender siempre es aplicada a sus travesuras, entran en una lucha por conseguir la pugna de un botín. La tripulación será combatida en la Fortaleza, lugar de residencia de Blanca, esposa del intendente de Madrid, Victoria Falcón, hermana del intendente provincial, y Rodrigo Malvar, el disciplinado capitán de la guardia.

## Historia
Telecinco (cadena que solicitó el proyecto) y Producciones Mandarina, llegaron a un acuerdo en la puesta en marcha del primer proyecto español sobre Piratas, y en agosto de 2010 la productora y miembros del equipo empezaron a rodar en las costas de Galicia y en paraderos del norte de la península. El coste de los capítulos, oscila entre los 600 y 700 mil euros cada uno. Teniendo en cuenta que la primera entrega es de ocho episodios, el coste que ha tenido que pagar la cadena es de unos 4 millones de euros.
En marzo de 2011, Telecinco inició una campaña promocional en todas sus franjas publicitarias para captar la atención de los espectadores con la promoción de Piratas, una de las series de mayor coste de la cadena.
Casi dos meses después, el primer fin de semana de mayo, Telecinco le puso fecha de estreno a la serie para el lunes 9 de mayo.
El capítulo de estreno de Piratas, se emitió el 9 de mayo de 2011 a las 22:00 horas, siendo lo más visto de la noche con casi 3 millones y medio de espectadores (3.454.000) y un 17,2% de cuota de audiencia. El minuto de oro se lo llevó Telecinco a las 22:43 horas, con el estreno de la serie y reunió a 3.929.000 de espectadores y una cuota de pantalla del 19,1%.
El 16 de mayo de 2011, en la segunda entrega de Piratas y una semana después del estreno, Telecinco experimentó una gravísima bajada de audiencia -2.443.000 12,5%- con casi cinco por ciento y un millón de espectadores menos -respecto a la semana anterior del estreno-.
A pesar de la intensa campaña promocional realizada por Mediaset España en sus diferentes cadenas del grupo, la audiencia de Piratas ha ido disminuyendo de manera progresiva. A pesar de los diferentes cambios de horario que ha ido sufriendo la serie, Telecinco aprovechó el tirón de 'La última hora de Supervivientes', pero el número de espectadores disminuye cada semana con los nuevos episodios.
El 27 de junio de 2011, finaliza la primera y única temporada de Piratas, donde en el último capítulo, los tripulantes de Bocanegra deciden partir hacia el lugar en el que poder descifrar la ubicación exacta del legendario tesoro de Yáñez El Sanguinario. En el último capítulo La X marca el lugar, anotó el dato más bajo desde su comienzo de temporada con 1.259.000 de espectadores y un 10,3% de cuota de audiencia. Tras ocho entregas y una sola temporada, la serie se despidió de la audiencia con un paupérrimo dato: 2.027.000 de espectadores y una cuota de pantalla de 11,9%.

## Argumento
Un tesoro escondido durante décadas, es el codiciado objeto de deseo que reúne en Piratas a un grupo de personajes con personalidades muy dispares, que se embarcarán en una trepidante persecución en la que serán protagonistas de espectaculares abordajes en alta mar, duelos a espada y enfrentamientos en sombríos monasterios y mazmorras.
Ambientada en el siglo XVIII, esta serie narra las aventuras y desventuras de Álvaro Mondego, un embaucador miembro de la nobleza con deudas de dinero y de honor, con una pasión desmedida por las mujeres, enrolado a la fuerza en una misión para la Corona, es capturado por la tripulación del capitán Bocanegra y su hija Carmen, con los que inicia una pugna por encontrar un legendario tesoro.
Un noble amante de la vida en su vertiente más hedonista Álvaro Mondego, un sastre con un peculiar sentido del honor Esteban y un niño cuya especial capacidad para aprender siempre es aplicada a sus travesuras Antón, competirán en su carrera por hacerse con tan preciado botín con un malvado y cruel grupo de piratas comandados por el capitán Bocanegra, su hija Carmen y los miembros de su tripulación, entre los que se encuentra el pendenciero y traicionero Puñales.
La tripulación de Bocanegra será combatida por el destacamento militar ubicado en la Fortaleza, nuevo lugar de residencia de Blanca, esposa del intendente de Madrid recientemente destinado allí, Victoria Falcón, hermana del intendente provincial, y Rodrigo Malvar, el disciplinado capitán de la guardia, entre otros.

## Rodaje
Piratas comenzó a rodarse en verano de 2010, en parajes naturales y edificios históricos de Galicia.
El 90% de la grabación de la serie transcurre en localizaciones naturales de la costa gallega (Pontevedra y La Coruña), con cerca de 1500 figurantes y dificultades en el clima. Entre otras, figura la restauración de un galeón del siglo XVII, que servirá de refugio y que será utilizado para rodar un espectacular abordaje en alta mar.
Costas vírgenes gallegas complementan los escenarios históricos en los que se está desarrollando la fase de rodaje de Piratas. La pequeña playa de O Picón, caracterizada por sus fuertes vientos y oleaje; Barda Pequena, de aguas más tranquilas y cálidas; Niñons, enclavada entre dos montes; y Fervenza do Toxa, una espectacular cascada de más de 30 metros de altura, acogen el rodaje de las tramas encabezado por el Capitán Bocanegra.
La elección de estos enclaves, propició también algunas dificultades de carácter logístico, obligando al equipo a trasladar el material técnico a través de tirolina hasta las playas.
Telecinco eligió a una de sus productoras filiales, Mandarina, para llevar a cabo este ambicioso proyecto.

## Personajes

### Un trío de armas
- Álvaro Mondego (Óscar Jaenada): Embaucador, descarado y miembro de la nobleza. Su pasión desmedida por las mujeres le genera numerosos problemas.
- Esteban Yáñez de Oliveira (Miguel Ortiz): Sastre de origen portugués, de naturaleza sufridora y de noble corazón.
- Antón Velasco Díaz de Andrade (Axel Fernández): Encarna al hijo de Blanca, un niño, cuya especial capacidad para el aprendizaje siempre es aplicada a sus travesuras.

### La tripulación
- Capitán Bocanegra (Aitor Mazo): Hombre astuto, egoísta, codicioso y traicionero, capaz de poner en riesgo a los que le rodean en su propio beneficio.
- Carmen Bocanegra (Pilar Rubio): Es la hija del Capitán. Interpreta a una mujer aguerrida y sensual que se integra en la tripulación de su padre.
- Puñales (Luis Zahera): Fanfarrón, amante del juego y la bebida, es uno de los piratas más pendencieros y traicioneros de la tripulación.
- Fosco (Xavier Deive): De carácter reservado y solitario, se muestra despiadado y letal a la hora de cumplir con las misiones.
- Aymán (Babou Cham): Es la mano derecha del Capitán Bocanegra. Destaca por su fidelidad, tanto a su religión, como a sus superiores.

### Los habitantes
La tripulación será combatida en la Fortaleza, lugar donde reside Blanca, esposa del intendente, Victoria, la hermana, y Rodrigo, el disciplinado capitán de guardia.
- Gaspar Falcón (Luis Iglesia): Ocupa el cargo de intendente provincial y se encarga de velar por el cumplimiento de la ley.
- Blanca Díaz de Andrade (Silvia Abascal): Compasiva, valiente y decidida, llega a la Fortaleza como esposa del nuevo Intendente que debe sustituir a Falcón.
- Doña Beatriz Jiménez de Vicuña (Luisa Merelas): Es la madre del Intendente Falcón, posee un carácter férreo, intrigante y manipulador.
- Victoria Falcón (Xenia Tostado): La hermana del Intendente. De naturaleza sensual, díscola y transgresora.
- Rodrigo Malvar (Octavi Pujades): Capitán de la guardia y mano derecha del Intendente.

## Episodios y audiencias
| Temporada | Temporada | Episodios | Estreno           | Final               | Audiencia media | Audiencia media | Audiencia media |
| Temporada | Temporada | Episodios | Estreno           | Final               | Espectadores    | Cuota           |                 |
| --------- | --------- | --------- | ----------------- | ------------------- | --------------- | --------------- | --------------- |
|           | 1         | 8         | 9 de mayo de 2011 | 27 de junio de 2011 | 2 027 000       | 11,9 %          |                 |

| N.º (serie) | N.º (temp.) | Título                               | Fecha de emisión    | Audiencia         |
| ----------- | ----------- | ------------------------------------ | ------------------- | ----------------- |
| 1           | 1           | «Cómo nace una leyenda»              | 9 de mayo de 2011   | 3 454 000 (17,2%) |
| 1           | 2           | «El tesoro de Yáñez»                 | 16 de mayo de 2011  | 2 443 000 (12,5%) |
| 1           | 3           | «Mujeres de armas tomar»             | 23 de mayo de 2011  | 2 277 000 (12,0%) |
| 1           | 4           | «¡Ron, ron, ron, la botella de ron!» | 30 de mayo de 2011  | 1 923 000 (10,4%) |
| 1           | 5           | «Una carta para el Rey»              | 6 de junio de 2011  | 1 834 000 (10,8%) |
| 1           | 6           | «El pueblo contra Mondego»           | 13 de junio de 2011 | 1 583 000 (11,8%) |
| 1           | 7           | «La boca del infierno»               | 20 de junio de 2011 | 1 445 000 (10,3%) |
| 1           | 8           | «La X marca el lugar»                | 27 de junio de 2011 | 1 259 000 (10,3%) |

### Evolución de audiencias
| Temporada | Temporada | Episodio número | Episodio número | Episodio número | Episodio número | Episodio número | Episodio número | Episodio número | Episodio número |
| Temporada | Temporada | 1               | 2               | 3               | 4               | 5               | 6               | 7               | 8               |
| --------- | --------- | --------------- | --------------- | --------------- | --------------- | --------------- | --------------- | --------------- | --------------- |
|           | 1         | 3.454           | 2.443           | 2.277           | 1.923           | 1.834           | 1.583           | 1.445           | 1.259           |